# Nguyện tái sinh gần bên em
Kor Kerd Mai Klai Klai Ter (tiếng Thái: ขอเกิดใหม่ใกล้ๆ เธอ, tiếng Việt: Nguyện tái sinh gần bên em) là bộ phim truyền hình Thái Lan phát sóng năm 2020 với sự tham gia của Taksaorn Paksukcharern và Thanapob Leeratanakajorn. Bộ phim được phát sóng vào lúc 20:30 (ICT), thứ Tư và thứ Năm trên One 31 và phát trên ứng dụng VIEON vào 23:00 (ICT) cùng ngày, bắt đầu từ ngày 30 tháng 9 năm 2020.

## Diễn viên
Dưới đây là dàn diễn viên của bộ phim:
| Diễn viên                 | Nhân vật                    |
| Taksaorn Paksukcharern    | Rarapee / Orn               |
| Thanapob Leeratanakajorn  | Thichong / Chong            |
| Popetorn Soonthornyanakij | Pak                         |
| Sarun Naraprasertkul      | Paam (con của Orn & Pak)    |
| Oranate D. Caballes       | Airada / Ai                 |
| Amarin Nitibhon           | Itt (bố Airada)             |
| Puri Hiranprueck          | Tewa                        |
| Natharika Thamapreedanan  | Neeranat (Nira) (mẹ Airada) |
| Sattawat Sethakorn        | Kongthap / Thapkla          |
| Daran Thitakawin          | Chana (mẹ Tichong)          |
| Pollawat Manuprasert      | Nuayneua                    |
| Kritteera Inpornwijit     | Tiến sĩ Natsee              |
| Aniphan Chalermburanawong | Namwan                      |

## Ca khúc nhạc phim
| Tên bài hát                        | Thể hiện                                                           | Ref.  |
| ---------------------------------- | ------------------------------------------------------------------ | ----- |
| แค่เพียง (Kae Piang)                 | Popetorn Soonthornyanakij (Two)                                    | [ 3 ] |
| รักเธอสุดหัวใจ (Ruk Tur Soot Hua Jai) | Thanapob Leeratanakajorn (Tor) ft. Popetorn Soonthornyanakij (Two) | [ 4 ] |

## Rating
| Tập         | Rating                                    |
| ----------- | ----------------------------------------- |
| 1           | 2.02                                      |
| 2           | 1.92                                      |
| 3           | 1.83                                      |
| 4           | 1.93                                      |
| 5           | 1.54                                      |
| 6           | 1.73                                      |
| 7           | 1.42                                      |
| 8           | 1.75                                      |
| 9           | 1.77                                      |
| 10          | 2.13                                      |
| 11          | 2.10                                      |
| 12          | 2.07                                      |
| 13          | 2.18                                      |
| Trung bình: | 1.88 (Rating cao thứ 2 OneHD Lakorn 2020) |